# Cymothoa pulchrum
Cymothoa pulchrum är en kräftdjursart som beskrevs av Lanchester 1902. Cymothoa pulchrum ingår i släktet Cymothoa och familjen Cymothoidae.
Artens utbredningsområde är Sri Lanka. Inga underarter finns listade i Catalogue of Life.